# Follow Me Home
Follow Me Home, amerikansk dramafilm från 1996.

## Om filmen
Follow Me Home regisserades av Peter Bratt, som även skrivit filmens manus och producerat den, tillsammans med bland andra hans bror Benjamin Bratt. Benjamin Bratt medverkar också i filmen.

## Rollista (urval)
- Alfre Woodard - Evey
- Jesse Borrego - Tudee
- Salma Hayek -
- Calvin Levels - Kaz
- Benjamin Bratt - Abel
- Steve Reevis - Freddy
- Tom Bower - Larry
- John Allen Nelson - Perry